# كايل ريتشاردسون
كايل ريتشاردسون (بالإنجليزية: Kyle Richardson) (مواليد 13 مايو 1987) هو سبّاح أسترالي، مثّل بلاده في ألعاب الكومنولث 2010.

## روابط خارجية
كايل ريتشاردسون على موقع الاتحاد الدولي للسباحة (الإنجليزية)
- كايل ريتشاردسون على موقع SwimRankings.net (الإنجليزية)
- كايل ريتشاردسون على موقع اتحاد ألعاب الكومنولث (مؤرشف) (الإنجليزية)